# 橫瀾燈塔
橫瀾燈塔，又稱橫瀾島燈塔，是位於香港蒲台群島橫瀾島的燈塔，現為法定古蹟。
此燈塔現由海事處管理及操作。基於保安理由及避免影響日常運作，燈塔並不對外開放。

## 歷史

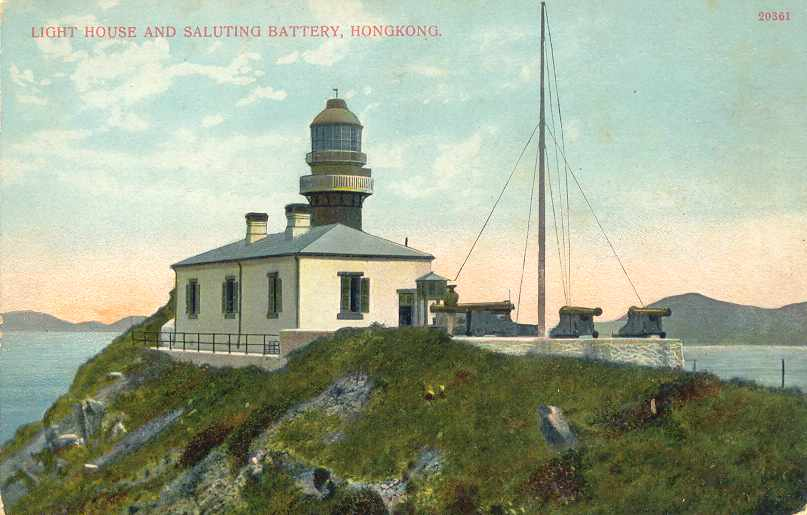
1910年代明信片上的橫瀾燈塔

早於1867年，海軍測量員列特中校（Commander Reed）受命在往香港的航道選擇適當位置興建燈塔。他建議在橫瀾島和蚊尾洲（今屬珠海管轄）設置燈塔。但由於當時這些地方不屬於香港水域，故無法落實建議。1891年10月，香港政府已計劃在橫瀾島上興建燈塔，以便船隻進港。清廷最終於1893年同意，由中國海關興建橫瀾燈塔。皇家海關總稅務司聘請巴黎 Barbier, Benard, et Turenne 公司建造， 設計師是 David Marr Henderson，同年5月9日由羅便臣港督夫人啟用，並由該公司管理，取代了英國於香港島東南建造的鶴咀燈塔的功能。燈塔採用頭等透鏡定光燈，並每半分鐘發閃光一次，燈塔塔體上半為紅色，下半為白色。燈塔的建造費用是5,092英鎊，至於宿舍、儲物室等建築群則是3,711鎊。 
1896年7月29日，颱風令島上燈塔建築群大受影響。水花刮至離水面69米高的射燈，也有沙石刮花玻璃，運送物資的吊機也被海浪捲走。
1898年，根據《展拓香港界址專條》，屬於新界一部分的橫瀾島亦須租借給英國。1901年3月2日，署理港務官 Basil Taylor 由海關（「大英香港海關監督署」））署長 Brenau 及工務司長 Tooker 陪同前往橫瀾島，代表港府由清海關手中接管燈塔。同船還有三名華人助手及三名苦力。同年7月，島上豎立了82英尺（25米）的旗桿，蒸汽船因而可以觀察旗幟得知天氣資訊，下半由鋼製成，上半及桅橫桿由花旗松製成，工程由香港黃埔船塢公司以2,125港元建造。海底有通訊電纜發電報到燈塔，令其告知船隻岸上收集的資訊，不過電纜偶然會因各種原因（如颱風）通訊中斷，每月會在報章刊登燈塔職工目睹期內船隻多少艘、多少艘因通訊阻斷沒有上報等資料。島上沒有淡水供應，故只靠收集雨水，天旱就會食水不足（short commons），需要岸上運送淡水應急。1912年止，港府先後曾派駐三名洋人官員駐守（lighthouse keeper），分別是 C.F. Nicholas、W.F. Hast 及 W. McKay。
1912年2月，燈塔安裝了電石燈，能見度高的晚上光程達十英里，船政司 Charles William Beckwith 指揮官、蚊尾洲燈塔的 A.E. Harvey 等人登島啟用該系統，並附摩斯電碼。一小罐電石可用連續兩小時，但由於每次只需用幾分鐘，一罐可用上一星期。
1919年2月12日晚，由於石澳有賊持械行劫，切斷了港島和橫瀾之間的通訊電纜，對進港船隻極為不便。
1922年8月30日起，橫瀾島的霧訊系統由霧號器每2分鐘響2秒取代，如器械故障則每10分鐘響槍兩炮取代。

### 二戰後
橫瀾燈塔之機房因二戰戰事失修而要改用煤油燈及電池，於1950年修葺後重投服務。燈塔全天候每5秒閃光一次，輪船駛近時，留守人員以探射燈為號詢問船名、國籍、香港代理名號等，以便呈報海事處。該島當時有三人長駐，並有若干技工，糧食由海事處每兩周派船載往。
1989年8月，燈塔改為自動化操作。2000年12月29日，香港康樂及文化事務署屬下的香港古物古蹟辦事處宣佈將橫瀾燈塔列為香港法定古蹟，同期列入的還有燈籠洲燈塔。

## 發現遺址
民間保育團體「香港行跡」於2021年9月接獲通知島上有一間收藏訊號旗的儲物室，後來經海事處確認屬實。團體亦估計該批為國際海事信號旗，建議由相關博物館保存修復，適時向公眾展覽。另外團體查證歷史檔案儲物室旁曾是已拆卸旗杆的遺址，因此促請古物古蹟辦事處為島上建築調查及研究並作評級，包括考慮儲物室與燈塔一併保育。

## 特色
橫瀾燈塔是當時亞洲最先進的燈塔，設有一座訊號燈，並以石油作為燃料推動運作。燈塔的旋轉的照明儀器則浮於水銀之上。

## 外部連結
- 康樂及文化事務署 - 橫瀾燈塔 （页面存档备份，存于）
- 燈塔記憶：横澜島燈塔 （页面存档备份，存于）